# Philip M. Morse
Pour les articles homonymes, voir Morse.
Philip McCord Morse, né le 6 août 1903 à Shreveport (Louisiane) et mort le 5 septembre 1985 à Concord (Massachusetts), est un physicien américain, administrateur et pionnier de la recherche opérationnelle (OR) pendant la Seconde Guerre mondiale. Il est considéré comme le père de la recherche opérationnelle aux États-Unis.